# Gerardo Arias
Gerardo Alberto Arias Gaitán (Escuintla, 18 novembre 1985) è un calciatore guatemalteco, difensore del Petapa.